# 俺だけ入れる隠しダンジョン 〜こっそり鍛えて世界最強〜
『俺だけ入れる隠しダンジョン 〜こっそり鍛えて世界最強〜』（おれだけはいれるかくしダンジョン 〜こっそりきたえてせかいさいきょう〜、英名：Special training in the Secret Dungeon）は、瀬戸メグルによるライトノベル。イラストは竹花ノートが担当。略称は「隠しダンジョン」。「小説家になろう」にて2017年1月5日よりWeb版の連載を開始。同サイトにて四半期ランキング第1位となり、同年8月にKラノベブックス（講談社）より書籍化されている。Web版はその後2021年2月に作者により削除された。2024年4月時点でシリーズ累計部数は200万部を突破している。
メディアミックスとして、2018年5月2日からは樋野友行作画によるコミカライズ版が配信され、2021年には『俺だけ入れる隠しダンジョン』のタイトルでテレビアニメが放送された。

## あらすじ
貧乏貴族スタルジア準男爵家の三男 ノル・スタルジアは、就職が決まっていた司書の座を初出勤の日に別の子爵家のコネで奪われ、途方に暮れていた。代替案として就職先に困らないことで有名な英雄学校への進学を母から進められるが、今の自分の実力ではどうあがいても合格は不可能。
そんな中、幼馴染のエマ・ブライトネスが古文書の中から、ノルのレアスキル・大賢者のデメリットを打ち消す方法を発見する。大賢者の助言により、ノルは現在は誰も存在を知らない隠しダンジョンの場所を発見する。そこでノルは、200年ほど前に活躍していた女冒険者 オリヴィア・サーヴァントと出会い、封印されている彼女から『伝説級のユニークスキル』である創作、付与、編集、LP変換を譲渡される。
このユニークスキルを駆使し、ノルは自分の就職のための学園生活とオリヴィアの封印を解くための隠しダンジョンの攻略を並行して行っていくこととなった。

## 登場人物
声の項はテレビアニメ版の声優。

### 主要人物
ノル・スタルジア
声 - 逢坂良太
本作の主人公。スタルジア準男爵家の三男。ジャスタル育成学校を卒業後司書になる予定だったが、子爵に枠を奪われたため、英雄学校への進学を目指す。
隠しダンジョン・無限の迷宮を発見し、その2層で封印されていた伝説の冒険者・オリヴィアと出会い、彼女から超強力なユニークスキル・創作、付与、編集、LP変換を譲り受ける。
彼女からもらったスキルを操り、英雄学校の入学試験では3位の成績で合格。その後、お金を稼ぐためにギルド・オーディンの冒険者になる。
以降は、LPを貯めつつオーディンの依頼や無限の迷宮で魔物を狩りながらレベルを上げ、更に無限の迷宮で手に入れたレアアイテムを販売する「レアショップスタルジア」を開店するなどしてお金を集めている。
普段は真面目な好青年だが、時折毒舌になる傾向がある。見た目が優男なのと準男爵家の人間であることから、実力や人柄を知らない相手（特に英雄学校の生徒や男性）からは見くびられたり、舐められることが多い。
良く言えば慎重、悪く言えば臆病な面があり本人も自認している。朴念仁なところもあり、複数の女性から好意を寄せられているが本人は全く気付いていない。
レアスキル・大賢者を所有しているが、使用すると酷い頭痛が起きる副作用があり、長い間使用することを躊躇っていた。
戦闘の際は創作で手に入れた豊富なスキルを活用しつつ、必要に応じて創作で自分のスキルを増やし、付与と編集を使って自分や仲間のスキルを改良または相手のスキルを改悪している。
所有しているユニークスキルはオリヴィアの代名詞とも呼べるスキルなので、このスキルを持っている事を知った人間から自分のことをオリヴィアの子孫と勘違いされることもある。
なお、書籍・漫画版では無限の迷宮内で拾った武器やモンスターが使っていた武器などを利用して戦っているが、アニメ版では最初から持っていたロングソード一本のみで戦っている。
エマ・ブライトネス
声 - 富田美憂
本作のヒロインの一人。ノルの幼馴染でブライトネス男爵家の娘。ノルの日常的なLP補充の行為に最も貢献している。家柄を振りかざす真似をすることはなく、平民にも優しく接する。
ノルのことが好きであり、ノルと一緒に仕事をするため同じ職場の司書になったが、彼が仕事を別の貴族に奪われ、英雄学校の進学を目指したため、後を追って司書の仕事をすぐに退職し、ノルと共に英雄学校を受験。2位の成績で合格する。
更にノルがオーディンの冒険者になったことと、いつの間にか自分より大幅に強くなっていることを知ると、後を追う形でオーディンの冒険者になりノルとパーティを組む。
レアショップスタルジアを開店した後に、攻略に行き詰ったノルの口から隠しダンジョン・無限の迷宮とオリヴィア・サーヴァントの存在を告げられ、無限の迷宮の攻略に参加することになる。
巨乳で人懐っこい性格であり、可愛らしさも合わさって多くの異性からモテモテだが、本人はノル以外の異性には全く興味がない。
天然ジゴロで自分の想いに気付いてくれないノルには内心ヤキモキしており、「ノルのバカドン！」と叫びながら彼に怒ることが多い。
戦闘スタイルは短剣と風系統のスキルを使う近・中距離タイプ。
ローラ・メトラーゼ
声 - 大久保瑠美
本作のヒロインの一人。冒険者ギルド・オーディンの受付嬢でノルの担当者。
web版ではノルが保有スキルを自己申告する際に、レアスキルの大賢者やオリヴィアと同じ創作スキルを持っていることを信用せず（嘘の申告をする人物が多数存在した、と話している）、所有するスキルを判別する鑑定書を引き出し「嘘じゃなかったらジャンプしながら謝罪する」と自ら公言。結果、ノルの申告が事実だったため、ジャンプして下着がチラチラ見えながら謝罪するという痴態を晒す羽目になった。書籍・漫画・アニメ版では「嘘じゃなかったらスカートをたくし上げながら謝罪する」という内容に変更されチラチラどころか剥き出しにしており、更にノルがLPを貯める為に悪ノリして「"ノル様大好きです"と言う」という内容を追加している。
オーディンでも有名だったオリヴィアと同じスキルを持っているノルが将来大物になると予感し、自作のサービス券を渡す・制服を背中が大きく空いた煽情的な物に変更するなど密かにノルの正妻の座を狙っている。そのため、ノルと特に親しいエマを目の敵にすることも多い。
受付嬢という非戦闘職であるにもかかわらず、怪力Sという戦闘向きのスキルを持っており、それなりに戦闘ができる。ホーネストへ向かう途中、ノル達が苦戦したメタルライオンをたった2発の攻撃で倒し、不審に思ったノルが鑑定眼で調べた結果、記憶力と速読の他に怪力Sのスキルを持っていたことが判明しショックを受けている。アニメ版ではホーネストに向かうことが無いため展開が異なり、レアアイテムショップの開店準備中、その手伝いをしているローラが重い棚を一人で持ち上げて動かし、それを見た際にルナから怪力の件を伝えられる。また偽オリヴィアと戦闘を行う際は、書籍版では非戦闘職であるという理由でノルが呼ばなかったため関わらなかったが、アニメ版ではノルのピンチに応援に駆け付け、樽を投げて援護を行った。
ルナ・ヒーラー
声 - 鬼頭明里
本作のヒロインの一人。教会で働くエルフの女性。他者の悩みを聞きながら回復魔法で傷を癒してくれるので、人々からは聖女と呼ばれている。ローラの親友でオーディンのソロ冒険者でもある。
人々を救い笑顔にするのが自分の使命だと確信している一方、寿命を消費する解呪スキルを使い過ぎて寿命を迎えてしまった母の姿を見ているため、解呪スキルを使うことをずっと恐れていた。
普段は凛々しい女性なのだが、失神癖のマイナススキルを持っており、魔力を使い過ぎると普段の姿からは想像もつかないほどの表情を見せながら失神し、臆病な本心を呟いてしまう。
ノルのことは当初可愛らしい男子としか見ていなかったが、マリアの呪いを解呪した日にノルの他者に寄り添う姿を見て異性として意識するようになる。
ノルの編集で自身が持つ失神癖スキルを無効化してもらうために、自分用のLP口座『ルナ貯金』の開設をノルに頼み、LP補充に協力する。
若干マゾな面があるようで、ノルのパーティメンバーになる際に「奴隷のように使っても構わない」と公言したり、自身が酒に酔ってノルに介抱された際に彼に襲われると勘違いしている。
戦闘時は魔力を弾丸にして放つ魔法銃を操り、遠距離から敵を攻撃する。また、銃から回復魔法を撃てるヒールショットを使えるため、後方からの支援を得意とする。ノルの怪我に対しては必要以上に全力でヒールショットを使う。
アリス・スタルジア
声 - 長野佑紀
本作のヒロインの一人。スタルジア準男爵家の長女でノルの妹。ノルに対しては重度のブラコンであり、無断でノルに添い寝したりノルのベットの匂いを嗅いだりしている。またレアアイテムを売る店の店名を決める際も「ノルとアリスの愛の巣」とつけようとするなど、公言して憚らない。
ノルの頼みはほぼ何でも聞いてくれるので、エマに次ぐ恒久的なLPの補充要員になっている。ノルが英雄学校に進学したことを受け、自分も英雄学校に入学することを目指している。
学校でも異性からは人気者だが、エマ同様ノル以外の異性には興味を示さない。ノルを崇拝する一方、もう1つ上の兄であるギランのことは女好きの性格によりかなり嫌っており「会うだけ時間どころか人生の無駄」だと公言している。
父に対しても同様で時折冷酷な言葉を浴びせている。
レイラ・オバーロック
声 - 船戸ゆり絵
英雄学校の留学生の女性。ノルより1つ下のAクラスに所属している。オーディンのライバルギルド・ラムウの冒険者。
ノルのことは英雄学校の入学試験で凄まじい結果を出したことから注目していた。2人組の怪盗・ファントムを捕まえる際に共闘し、ノルの伝説のユニークスキルを知ることになる。
弟のネルをいじめっ子から救ったこととファントム確保に協力した礼としてノルに格闘術を教えている。
異性との関係ではウブなところがあり、ノルの異性との交流でLPを貯める行為を見た際に赤面している。
戦闘は拳と蹴りを中心とする格闘術を使う近距離タイプで、拳に魔力を貯めて攻撃する魔拳という技を使うこともできる。
夏休み明けにSクラスにクラスアップしている。
アニメ版では弟の話が省略され、ファントム確保での共闘が初対面ということになっている。
オリヴィア・サーヴァント
声 - 堀江由衣
本作のヒロインの一人。自称・超超超一流の冒険者の女性。本編の200年前にオーディンで活躍していたが、無限の迷宮を偶然見つけた際に2層で死鎖呪の罠に引っかかり、死ぬこともできず現在までずっと目を瞑ったまま四肢を鎖で縛られている。
自分のところまで辿り着いたノルに持っていた伝説級のユニークスキルを譲渡し、ノルに話し相手になってもらうことと師匠と呼んでもらうことを要求した。
以降、ノルの師匠として効率の良いLPの貯め方や魔物の倒し方、創作するのにオススメなスキルなどをノルに伝授し、また「世の中は綺麗事だけではやっていけない」という現実の厳しさも説いている。
死鎖呪の影響で眉一つ動かせないので、ノルとの会話は基本的にテレパシーで送っている。また、かなり長い間拘束されている為知識が古く、雑談の際の会話の内容やノリが古いこともある。ノルがしばらく会いに現れないと、拗ねてへそを曲げてしまう。
奔放な性格であり、偶然会っただけのノルに自分のスキルを上げたうえ様々な情報を教えるなど、親身に接することは本来無いのだが、かつてノルに酷似した青年の弟子入りを断り続け、気まぐれで中途半端に魔物の知識を与えた結果、その青年を死なせてしまった過去を持っており、理由の一つになっている。
拘束されている割には全く悲壮感が感じられない発言をしているが、実は死鎖呪から複製を作り出すデータ収集のために定期的に激痛を与えられており、空元気に近い状態となっている。
15層に作られた偽オリヴィアを倒したことで死鎖呪の罠が解除され、自由の身となった。その後は一時的にノルの家に居候になった後、自分の家を持ち一人暮らしを始め、引き続きノルとの師匠と弟子の関係を続けている。

### 英雄学校
レノア・ブルードン
声 - 北守さいか
ブルードン伯爵家の娘。英雄学校の入学試験の第一試験でノル・エマとチームを組む。その際にシャリー・ノルドアという偽名を使っていたが鑑定眼スキルを持っていたノルにはすぐに見抜かれた（そもそも何故偽名を使用していたのかは不明）。
ノルを準男爵家の人間だと見下していたが、デッドリーパーという超凶悪魔物の素材を持ち帰ったノルのお陰で試験を1位の成績で合格。その後、ノルに見下していたことを謝罪した。
悪目立ちを避けたいノルの頼みを受けて、自分がデッドリーパーを倒したことにしてもらった。
マリア・フィアナ・アルバート
声 - 工藤夕希
アルバート公爵家の長女。貴族の中でも特に高い地位の人間だが、自分より下の貴族を見下すことはしない気品溢れる性格。漫画版では「家柄を振りかざすだけの貴族よりも、平民でありながら努力し貴族の一員に成り上がった準男爵家の人間こそ尊い存在」だと明言している。
遥か昔の先祖が倒した呪術師の呪いにより、十六の死印という呪いのスキルを発現しており、17歳を迎えるとほぼ確実に死んでしまう身体になってしまったので両親や兄達には大切にされていた。
最期まで気高く生きることを決意して英雄学校を受験するが、その際にノルの使用した石弾が通常の物とサイズが違うことから、ノルに強い興味を持ち、いつか編集スキルを持っているか尋ねようとしていた。
ノルとルナのお陰で、十六の死印の呪いから解放され17歳を過ぎても生きられるようになった。本人は明言していないがエマ・ローラ・ルナは、自分を救ってくれたノルに惚れていると疑っている。
アマネ
声 - 内村史子
侯爵家の娘。マリアの幼馴染兼付き人であり、マリアの呪いのことも知っている。マリアと共に英雄学校を受験し、Sクラスの生徒になる。
ノルのことを話すマリアの楽しそうな姿を見て、彼女を変えてくれたノルに感謝の意を表明した。
アレン・ミラノス
ノルのクラスメイトでミラノス家の長男（貴族だが爵位は不明）。レイピアの扱いに長けている。アモラ山の温泉合宿において、女風呂覗き作戦『男の養生計画』でリーダーを務める（参加者はノル以外の男子生徒全員）。
女子生徒の入浴を覗くのを邪魔するノルをレイピアで倒そうとしたが、接着スキルを付与した石をレイピアに貼り付けられた隙を突かれて、金的されて敗北した。
ヨルト
声 - 大泊貴揮
ノルのクラスメイト。罠感知Cのスキルを持つ。女風呂覗き作戦『男の養生計画』で副リーダーを務める。
女風呂を覗くためだけに、散財して怪力になるアイテムや装備を大量に手に入れ、覗きを阻止しようとするノルとエルナを圧倒したがノルに非力スキルを付与され、背負い投げを受けて敗北した。
ケント
声 - 山本颯侍
ノルのクラスメイト。足が速くなる系統のスキルを保有している。女風呂覗き作戦『男の養生計画』で他の男子生徒に混じって気絶したふりをして隙をうかがい、女風呂に向かって全力で走る。
ノルに鈍重スキルを付与されつつも足の速さを生かし女風呂に辿り着くことに成功した。
しかし、最悪の事態を想定していたエルナが男子に内緒で女子生徒達の入浴を中止させ、外で待機させていたので、結局女子の裸を拝むことができないままエルナに連れ出され、ノル以外の他の男子生徒共々説教を受ける羽目になった。
エルナ・ストーングス
声 - 雨宮天
ノル達Sクラスの担任教師。クールビューティーな性格の美人。
7歳から24歳までは傭兵として活動していたが、ノルが入学する1年前から英雄学校の教員となった。
主に実技の指導をしており、生徒達の運動能力を見抜く確かな眼力を持つ。男子生徒には、自分が出す条件をクリアすればボディランゲージでご褒美をあげると発破をかけている。なお、実際にクリアしたノルには顔や胸をお尻に敷く、というご褒美をあげている。
剣術や体術、土属性系統のスキルを持ちヒールを使うこともできる。
肩が凝りやすい身体で、肩もみスキルでほぐしてくれるノルにご褒美や情報をあげている。

### その他の王都の人間

#### 貴族
ノルの父（本名不明）
声 - 手塚ヒロミチ
元々はスタルジア家の大黒柱だったのだが、現在は稼ぎも少なく行動や発言に品がないため家族からは冷遇されている。
かつては剣の腕前で街を救い、準男爵家の爵位を貰えるほどの実力があったが、現在は加齢で衰えている。
ノルの母（本名不明）
声 - 大地葉
以前は貴族だったのだが、ノルの父親と駆け落ちした経緯を持つ。駆け落ち後の生活で逞しくなり、イナゴなども平然と食べられるようになった。
料理上手なのだが食の好みが他の家族よりずれており、本気を出すと見た目がグロテスクになってしまう。
ペペロ
声 - 岡野浩介
王都で毎週ハーレム自慢大会を主催して、ハーレムチームに点数をつけている。
過去に何度も女性に裏切られ、妻と娘に逃げられた経験を持つ。同じような経験を持つ観客と共に自分の容姿が美人だと勘違いしている女性とそのパートナーの男性を誹謗中傷しまくっている。
ただし、本物の美人を連れてきた場合は正当に評価しており、賞品を投げつけることはあっても私怨で評価を捻じ曲げることはしない誠実な性格。
マイク・ケントール
声 - 山本颯侍
ケントール子爵家の次男。エマに何度も交際を持ちかけたが、断られていた。
社交パーティーで交際を断る理由がノルの存在であることを知ると、どちらがエマと上手く踊れるかの勝負を持ちかける。ダンスに備えて舞踏術のスキルを創作したノルにあっさり負けて身を引いた。
書籍･アニメ版ではそこで出番が終了したが、漫画版では更にトム・ベルトルタが変装とすり替わりを行うために拘束され、会場の隣の酒蔵に放置されていた。のちに救助された後、戦闘中に紛失したエマの髪飾りを見つけて現れ、エマとの交際を諦めたことを公言した。
アルバート公爵
マリアの父。マリアを呪いから救ってくれたノルとルナに対して1億リアという大金をプレゼントし、何かあれば協力してくれることを確約した。
ラダン・ブライトネス（父）、ロミー・ブライトネス（母）
声 - 家中宏（ラダン）
エマの両親。ノルとも長い付き合いがある。
社交パーティーで、怪盗ファントムに連れ去られたエマを取り返してくれたノルに感謝の意を示した。
ボーン・リズリード
社交パーティーを主催した伯爵。怪盗ファントムから自身が保有するお宝の人魚の涙を奪うという予告状が届いたため、ラムウに人魚の涙の警護とファントムの捕獲を要請した。
レイラと共に怪盗ファントムを捕らえ人魚の涙を奪い返した褒賞として、無限の迷宮で手に入れた魔物の素材を売る店を始めようとしていたノルに、自身が保有する商業区の建物を格安（漫画版では9割引き）で貸し出した。

#### 貴族以外
ガモン・チョコチフ
オーディンの冒険者。ノルとエマのオーディン登録試験の試験官を担当した。
副業として娼家の運営も行っている。
なお、ノルが相手の際は鑑定眼を利用した秘密をばらす、というカマに引っかかり近寄ったところを金的を入れられて倒され、エマが相手の際は巨乳に見とれている内に倒された。
サラ・ロングローン
声 - 上田麗奈
オーディンの受付嬢。ローラよりもスタイルが良く、スキルも卑猥な系統の物を多く持っているため男性の冒険者からかなり人気がある。
他の受付嬢が担当している冒険者を自身の色気で奪い取っており、オーディン内の受付嬢の成績でも奪い取った冒険者をボロボロになるまで酷使する冒険者の安全を考慮しない効率重視の方法で常にトップを維持している。
受付嬢の成績を競う受付嬢ランキングという制度を利用してノルをローラから奪い取ろうとしたが、ノルがレアアイテムを納品し、高いポイントを得たことで失敗に終わる。しかし、こっそり連絡先を渡すなど、隙あらば自分のものにしようとするスタンスは変えなかった。
ネル・オバーロック
レイラの弟でアリスの同級生。格闘系のスキルを持っているが気弱な性格のためにいじめられていた。
ゲースに不運スキルを与えられてしまっていたが、ノルの編集で無効化された。
アニメ版では登場しない。
ゲース・オバトリア
アリスの同級生でネルをいじめていた人間の1人。左手に触れた相手に任意で不運スキルを付与する不運の左手スキルを持っている。
ノルをアリスの彼氏だと勘違いし、不運の左手でノルに不運を付与しようとしたが鑑定眼で見抜かれたため失敗。続けて石弾で攻撃するも倍の大きさにしたノルの石弾で自分の石弾を砕かれて返り討ちに遭う。
ノルの編集で不運の左手は消滅させられ、アリスに妙な真似をすればただでは済まさないと忠告され逃走した。
アニメ版では登場しない。
トガロ・テュース
ラムウの冒険者。スピードガメの捕獲の依頼を受けレイラ達4人の一時パーティを組んでいたが、同じ依頼を受けたノル達が先にスピードガメを捕獲したことに腹を立て、ノルと決闘するも敗北。
賭けていた自身の分も含めたパーティメンバーのお金をノルに取られた上に、一目惚れしたエマへの告白もあっさり振られる。
ペリード
ノルの父の友人で御者を務めている。レベルは80で戦闘もそれなりにこなせる。
ショウエンとも面識があり、ランダンの事件の際は援軍をホーネストに呼びに行った。

### 無限の迷宮
虎丸
声 - 稲田徹
5層でバシェルを待ち続けている全身が黒い体毛の巨大なライオン。会話することが可能で頭には何故かチューリップが生えている。名前はバシェルが適当に付けたもの。バシェル自身はこの名前に思い入れは全く無いのだが、虎丸自身は気に入っている。
元々は迷宮の外の生物で、バシェルと共に無限の迷宮に挑んでいた。ノルに自分に待っていてほしいと言って、6層に行ったまま帰ってこないバシェルの行方の調査を依頼した。
バシェルと再会後、無意味にずっと帰りを待っていたことに泣くがノルと友達になり、無限の迷宮を脱出しスタルジア家の一員となった。表向きはノルの従魔ということにしている。
漫画・アニメ版ではバシェルとの関係が変わったことにより、初めてできた友達と別れることの辛さに涙を流し、ノルとの友達関係は2人目ということになっている。
頭のチューリップは自身の健康状態を示しており、握ったり水をかけてもらうと雄々しい姿からは想像できないほどの可愛らしい声で喘ぐ。切られたりすると弱体化するが、一定時間経つとまた生えてくる。
種族名や能力、スキルなどはノルが鑑定眼を使用しても「???」と表示され一切不明。
バシェル
声 - 田丸篤志
6層にいたエルフの男性。書籍版と漫画・アニメ版で虎丸との関係が大きく異なっている。
6層で300年以上、ゾンビになって彷徨っていたが、ノルの編集でゾンビ化スキルを無効化した際に正気を取り戻す。
書籍版では外で魔物に襲われていたところを虎丸に助けられた際に、食われると勘違いして咄嗟に「友達になりたい」と嘘をつき、彼と距離を置くために無限の迷宮の6層に逃げ、そこでシックスゾンビに襲われて感染した。
ノルに5層まで連れられ虎丸に嘘をついたことを謝罪した後、迷宮階層移動でノルと共に1層にワープし無限の迷宮から脱出した。
漫画・アニメ版では展開が異なり、迷宮の外で窮地に追い込まれていたところを虎丸に助けられ、無意識に「友達になりたい」と本心から告げ、共に無限の迷宮へ挑んだが、5層まで虎丸に任せきりで役に立てなかった自分を恥じ、虎丸のために6層へ先行して罠を解除しようとしていたが、そこでシックスゾンビに襲われ、自身がゾンビとなってしまった。
虎丸に自分を待って300年以上も時間を無駄にさせたことを謝罪して、故郷の恋人のために帰ることを決意し、故郷が他種族の出入りを禁じていることを理由に地上で別れを告げた。
ドリアード
声 - 春村奈々
7層の森林で暮らす大樹の魔物。森林感知という森で起きている出来事を把握するスキルを持つ。
強力な魔物であるゴールデンビーに魔力を吸われ命の危機に瀕している自分を助けてもらうべく、エマの幼少期に似た姿をした分身・ドリちゃんとなってノルの前に姿を現す。
8層に続く階段と7層にある宝箱の場所を教えることを条件に協力を取り付ける。魔力を吸い続けていたゴールデンビー討伐後、ノルと友達になり時折顔を合わせている。
偽オリヴィア
声 - 堀江由衣
死鎖呪がオリヴィアに激痛を与えた反応から情報を収集し、その情報で作り上げたオリヴィアのコピー。人間のように見えるが、その正体は死鎖呪の塊が人間の形をとっているものであり、皮膚が鉄のように硬い。
情報が不完全の為本人のように大量のスキルを持っているわけではないが、それでも本人と同様高い戦闘能力を持っている他、創作、編集スキルもコピーされている。
本来は15層に配置された、次の階層への道を阻むいわゆる門番なのだが、奔放な性格までコピーしてしまったため、ダンジョンの外に出てきてしまうなど魔物としては危険な存在。創作･編集スキルを駆使してノル達を追いつめるも、最終的にノルに切り捨てられ倒された。
なお、書籍版とアニメ版で展開が一部異なっており、書籍版では最初からエマ、ルナ、レイラを伴って戦闘を行い、最終的に紫電、柳流し、強斬などのスキルを駆使し偽オリヴィアを斬り倒す。アニメ版で最初はノルが単独で戦闘を行い、雷属性によって体が麻痺し動けないピンチにエマ、ルナ、レイラ、ローラが救援に現れてピンチを脱し、最終的に偽オリヴィアの火炎竜撃を力づくで切り捨て、そのまま剣を頭に叩きつけて倒す。

### アモン村
アタマ・ヤバイ
アモン村の村長。名前に反し、思考は極めて正常でボケているわけではない。
山賊に孫娘を連れて行かれたため、山賊の討伐依頼をオーディンに出した。
ゼンニン
アモン村の住人、の振りをした山賊でアモン村の人間の行動を監視していた。
元々は優しい人間であり、生活に困って山賊になったがいつかは辞めたいと考えていた。
ノルに正直スキルを付与されたことで、アモン村への情が露わになり最終的に山賊を裏切って正式にアモン村の人間となった。
アガルガ・ブロウン
山賊のリーダー。夜目、短剣術Bなどのスキルを持つ。範囲内の人間のレベルを一時的にダウンさせるレベルブレイクCのスキルによって今まで勝ち続けてきた。
戦闘狂であり、今まで戦った強者の名前は憶えている。貧民街出身の孤児で、生きるために戦い続けてきた経験から力は自分のために使うという価値観を持つ。
ノル・エマ・ルナと戦い捕らえられそうになった際に、自ら火柱スキルを発動して自害した。ノルは最期まで自分らしく戦い続けた胆力だけは見習うところだったと考えている。

### ランダン
ベルド
ランダンの町長。住民や旅人のことを大切にしている初老の男性。
近くの洞窟に住む魔物であるマグーラを倒す準備をしていたが、イーガが討伐計画をマグーラにバラしたために先手を打ったマグーラの能力で石化させられた。
のちにノルが錬金術Bのスキルで用意した救石液で元に戻ることができた。
アイシャ
旅人の女性。クレイモアを使う。石化させられていたところをノルに助けてもらった。
ランダンに寄っていたところ、人々を石化させていくマグーラを見つけ始末しようとしたが目が合ったことで石化させられた。
石化の影響でいつもの実力が発揮できない状態だったので、ペリードと共にホーネストに向かった。
イーガ
私兵団の元副兵士長。盗みを働いたためにベルドに説教されたが、それを逆恨みしてベルドの金品を奪って姿を消していた。
マグーラの様子を見るために密かにランダンに戻っていたが、レイラに不審人物として捕まえられベルドに引き渡された。
マグーラ
女性のような体と大蛇の尻尾を持つ魔物。眼で見た相手を永久に石化する石化眼というスキルを持つ。
ベルドの住居を目指しながら無差別にランダンの人々を石化させていたが、警戒して石化耐性スキルを創作していたノルには石化眼が通用せずに討伐された。

### ホーネスト
ギラン・スタルジア
4つ年上のノルの兄。ホーネストの商人学校に通っている。父の素質を少しだけ受け継ぎ、剣術Cのスキルを持つ。
口やノリは軽いが、ノルのことは大切に想っている。
かなりの女好きでイケメンなので、いつも複数の女性と遊び惚けている。女性をすぐ口説き、そのくせ突然振るので多くの女性から恨みを買っている。
王都にいたころはレベル32だったのだが、ホーネストで再会した際には訓練をサボって女性と遊んでばかりいたのでレベルが31に下がっている。
トネル村で村人に喰われそうになったところをノルに助けられ、ノルの圧倒的な強さの前に遊び惚けていた自分のこれまでの行いを悔い改めるようになった。
ショウエン
ホーネストの領主。公爵家の人間だが贅沢を好まない性格で、自宅もスタルジア家より少し大きい程度。
ランダンを救ってくれたノルを救世主だと称賛し、宿の手配などノル達がホーネストに滞在する間、可能な限りの協力を申し出た。
他の貴族が信じない中でノルが知った「トネル村の人間は300年以上、ガイエンの生誕祭に合わせて外部の人間を捕らえて喰ってきた」という話を信じ、魔物の大行進終結後には兵士を連れてトネル村の人間を拘束した。
ステイ・アナザー
魔物の大行進の予兆に合わせて王都から派遣された兵士達の将軍。ノルが出会った中で最もレベルが高い。
有志軍の選定の中で、ノルがオリヴィアと同じスキルを持っていることと高いレベルを持っているのを知り自ら腕試しを買って出る。
自分を相手に一歩も引かなかったノルを潜在能力なら自分をも越える可能性を秘めていると評した。
漫画版では一目見たノルに対し、自分が切り捨てられる幻覚を見るほどの威圧をぶつけている。
リリカ
ステイの部下。弓矢の扱いを得意とする。
口調は挑発的だが、腕前は確かで魔物の大行進に備えてノルに弓矢の扱いを指導した。
なお、弓矢に関する経験値そのものはリリカの方が上だが、ノルがリリカの持っているスキルを創作で作成するとノルの方が性能が良く、へこんでしまっていた。
タイネル
ガイエンと同じ時代にいた一流の冒険者。
トネル村やガイエンの悪事を書いた伝記を残していたが、当時の人々には信じてもらえずその伝記はフィクションとして片づけられてしまった。
ガイエン・ガーディアン
ホーネストにある平和の石に封印されていたプレートアーマーと大剣を持つ5ｍクラスの大男の魔物。片言でガイエンを崇めるように強要してくる。ガイエンが存命時から使役している。
平和の石が破壊された際に、報復用として一体を平和の石に付与された生物封印のスキルで残しており、平和の石が破壊されたことにより出現し、ホーネストを無差別に攻撃した。しかし、ノル達の一斉攻撃、そして怪力スキルで大剣を奪ったローラの一撃により破壊された。

### トネル村
ガイエン
作中より前の時代に活躍した片腕の無い錬金術師。錬金術で町を何度も救っているためホーネストでは英雄と呼ばれており、ガイエン広場という場所には彼の石像も置かれている。
だが、実際は人々の中で称えられ永遠に語り継がれることに執着する歪んだ自己顕示欲を持った人物であり、自分に反論する人間を暗殺して錬金術の材料にしていた。
隠し部屋に遺した日記には不老不死を追い求めていていたことが記載されており、ホーネストに訪れたオリヴィアの付与スキルに目を付け攻撃を仕掛けるが、返り討ちに遭い片腕を失っている。しかし、それすら「町を救った自分に突然襲い掛かってきた」と事実を捻じ曲げて広めており、オリヴィアとその子孫と扱われているノルが冷遇される原因となっている（もちろんオリヴィアは意にも介していない）。
ホーネストを長年悩ませていた不定期に起こる魔物の大行進も、この町が平和になって自分の存在が忘れ去られないために彼が作った平和の石というアイテムが原因であったことが判明しており、真実を知ったノルからは虚構の英雄と批難されている。
オウオラ・ガイエン
ガイエンの子孫でトネル村の村長。錬金術Cのスキルを持つ。懐には爆石というアイテムを仕込んでいる。
生誕祭の人喰いを主導しており、ギランを生誕祭の最終日に村人と共に喰おうとしたがノルに止められる。
魔物の大行進終結後、ノルにガイエンの悪事を暴かれショウエンの軍に村人共々拘束された。

### その他
ファン・ベルトルタ
声 - 海弓シュリ
貴族専門怪盗・ファントムの片割れの女性。短剣術Aや召喚術B、投擲Bなどのスキルを持つ。
ボーン伯爵が主催した社交パーティーに現れ、トムが狙うエマを連れ去った。
召喚術で呼び出した魔物や短剣を操って、ラムウの冒険者・アムルを倒したが雷魔法が弱点なのをノルに突かれ、魔法融合で作り上げた水玉紫電の攻撃を浴び（本人はただの水玉と思い込み、迎撃しようとして喰らった）、隙が生まれたところでレイラのボディブローを受けて失神し捕縛された。
トム・ベルトルタ
声 - 大泊貴揮
貴族専門怪盗・ファントムの片割れの男性。街で見かけ一目惚れしたエマを無理矢理自分の妻にすることを目論む。自分で描いたエマの絵を舐めまわすなど、性癖はかなり歪んでいる。
ボーン伯爵が主催した社交パーティーに現れ、ファンがエマを攫ったことで注目を集めている隙に、人魚の涙を奪う。
ピアス型の魔道具を使ってパーティーの護衛をしていたラムウのリーダー（声 - 中島卓也）に変装していたが、鑑定眼を持つノルに正体を看破され、魔道具を石弾で弾き飛ばされ解除された。
重力操作Cのスキルでノルとレイラの動きを封じるが、目を覚ましたエマに背後から風魔法を受けてスキルが解除され、ノルの鉄拳制裁を鳩尾に喰らって気絶し捕縛された。
漫画版では展開が異なり、最初はマイクに変装した状態で人魚の涙を盗んだため正体に気づかれておらず、ラムウのリーダーの変装を看破された際に初めてファントムが2人組だと判明する。またピアス型の魔道具に幻術スキルが加わっており、幻術を用いて攻撃を回避する。エマの風魔法とノルの鉄拳制裁は喰らうものの気絶せずに戦闘を続け、最終的にピアスの効果を改悪され、自分が大量の虫に襲われる幻覚を見せられたことでようやく気絶した。
ノルに似た少年（本名不明）
声 - 広瀬裕也
ノルと瓜二つの顔をした、本編の200年前に生きていた少年。境遇もノルと非常に酷似しているが、親や幼馴染が既に死亡している、という点が異なる。
天国にいる幼馴染に届くような有名な冒険者になりたいという理由で、死鎖呪の罠にかかる前のオリヴィアに弟子入りしようと毎日しつこく声をかけては、オリヴィアに一蹴されながらもアドバイスをもらう、という日々を過ごしていた。
しかし、とある少女を逃がすためにゴブリンの上位種であるアイアンゴブリンに戦いを挑み、事前にオリヴィアから教えてもらっていた「目を狙う」というアドバイスを実行し、アイアンゴブリンを道連れに死亡してしまう。この事件がオリヴィアにトラウマとして刻まれ、後に会うノルに貴重なスキルを譲渡し、アドバイスを送るなど親身に接する理由を作ることとなる。
アニメではノルに親身に接する理由を聞かれた際に、少年の顔が一瞬オリヴィアの脳裏に浮かんだほか、12話にて詳細が語られる。

## 用語
スキル
人間や魔物、武器が持つ特殊能力。遺伝などで先天的に得られるものとアイテムなどを用いて後天的に入手するものが多い。
アイテムで得る場合は、効果が一時的な場合もある。
プラスの効果を持つ物ばかりではなく、失神癖や鈍重といったマイナススキルや十六の死印・生命力吸収の呪印といった呪いのスキルも存在する。
一部のスキルには名称の後ろにSからCまでのランクが付いており、Sが最も強力。ただ、最低のCであってもそのスキルを持っていない者よりは効果がある。無論、マイナス効果の場合はランクが上がるほどより強いマイナスとなる。
無限の迷宮
ノルが大賢者スキルで存在と侵入方法を知った隠しダンジョン。
とある洞窟内部の壁の裏に隠されており、階段を降りてその先にある扉に向かって「俺だけ入れる隠しダンジョン。こっそり鍛えて世界最強！」という恥ずかしい合言葉を叫ばなければ、扉が開かない。
4層の幽霊たちの発言から作中の200-300年前は封印された誰も知らない隠しダンジョンではなく、一部の人間は存在を知っていて扉への合言葉も必要なかったことが示唆されている。
なお、封印されてから最初に中に入ったのはノルではなくオリヴィアである。
1層
倒すととても甘くて美味しい黄金のゼリーを落とす金色のスライムが出現する。
金色スライムは弱さの割に経験値が高く、ノルが初めて訪れた際に7匹倒しただけでレベルが5から20へと急成長した。
2層
いくつかの扉付きの小部屋があり、その内の1つに死鎖呪で四肢を縛られ磔にされたオリヴィアがいる。
3層
本来墓場などでまれに出現する、鎌に触れた者を即死させるスキルを持った死神のような姿の魔物、デッドリーパーが出現する。
4層
無限の迷宮内で死亡した者達が昇天できないまま、集められている。
5層
巨大生物が数多く住んでいる。ノルはここで虎丸と出会った。
6層
身体を6つに分解して襲い掛かってくるシックスゾンビが住まう。この魔物に噛まれたことでバシェルはゾンビになり300年以上彷徨っていた。
7層
オリヴィア曰く「ボーナスステージ」。洞窟そのものといった他の階層とは違い森のような世界が広がっており、太陽も見られる。金色に輝くカブトムシなど高値で売れそうな昆虫が採取できる。
魔物も蜂や狼など森に関連したものが多い。
8層
なぞなぞ形式のトラップが存在し、3色のボタンを押すことで回答する。正解なら次の階層への階段が現れ、不正解の場合はナマハゲのような恰好の魔物、オーガババアが襲ってくる。
9層
レーザーを発射するスキル・赤破光線を持つ、犬の石像といった外見の魔物、石灰狗（ストーンドッグ）が固定砲台のように配置されている。
14層
この層はパーティの人数によって進むべきルートが変わり、用意されるトラップも異なる。書籍版では4人まで、アニメ版では2人まで用意されていた。
一人の場合は書籍版は内部にいる魔物（小さな虫も含む）を一匹も殺さずに進む、アニメ版では非常に細い道を通る必要があり、ノルは単独での攻略を断念した。二人の場合は小さなゴブリンのような魔物、コビトの大群に囲まれ、彼らの要求に応じなければならない。3人以上に対するトラップは登場しないため不明。
15層
死鎖呪によって作られた偽オリヴィアが本物と同じように四肢を拘束されて配置されている。
LP
生命力を数値化した物。創作・編集・付与を使用する際に必要となる。
極端に少なくなると体調が悪化し、0になれば死に至る。
英雄学校
卒業生は就職先に困らないことで有名な王都のエリート学校。定員は120名で入学試験時の成績によって30名毎にクラスがランク分けされ、その後の成績次第では途中でクラスの昇格や降格もある。また、兼業も認められている。

## スキル
大賢者
声 - 大泊貴揮
レアスキル。脳内で念じることで未解明なことも含めた質問に大賢者が回答する。使用すると質問の難易度に比例した群発頭痛が襲い掛かるが、異性とキスをすることで抑えられる。
後に創作で頭痛耐性のスキルを獲得してからは、エマがいない時でも目標の位置を探る際など積極的に活用できるようになった（ただし完全に頭痛に耐えられるわけではなく、必要ならばエマとのキスも行う）。
未解明の物も答えられる反面、大賢者は全知というわけではなく、エマが隠している秘密や無限の迷宮8層に続く階段の場所を聞いた際には回答を断られている（その場合、頭痛は発生しない）。また大抵は断言して回答するが、「〜と思われる」など、曖昧な表現で回答する場合もある。
作中でノルが使用する他、好色家で有名とされる伝説の賢者・マーリンが所持していたという話が有名。大賢者を使用した後、愛人達を集めキスをしていたという伝承があり、そのマーリンの伝承からエマがデメリットである頭痛をキスで打ち消す方法を発見した。
創作
LPを消費して自由にスキルを作り出し自分の物にできる。強力なスキルを手に入れようとすれば、その分LPの消費量が激しくなる。
編集、付与と並んでオリヴィアのユニークスキルとして有名であり、現在はどれもノルが使用している。
付与
創作の要領で作り出したスキルを他者や物に与える。LPの消費量は創作と同等＋付与の内容によって追加でかかる。
付与に使うLPは対象と与えるスキルとの相性によって比例し、例えば足の速い相手に足が遅くなるスキルを付与しようとすれば膨大なLPが必要になる。
また付与できる距離には限界が存在し、付与する対象との距離があまりにも離れすぎている場合は付与できない。
編集
自分や相手、物体が所有しているスキルの内容を書き換えられる。LPの消費量は書き換える内容に依存し、自分を有利にしようとするほどLPの消費量は増える。
書き換えた内容によっては後ろに「改」が付くなど、スキルそのものやスキルを持つ存在の名称が変わることもある。逆に書き換えた結果、スキルの内容の文章が成立しなくなる場合はスキルそのものが消滅する。
LP変換
LPを増やす効果と脳内で念じることでLPの残量がわかる効果がある。これが無ければLPの現在量が確認できない。
LPを増やすには欲望を満たす必要があり、魅力的な異性とイチャイチャする・美味しい食事をとる・何らかの目標を設定し達成感を満たすのいずれかの行動を起こす必要がある。
イチャイチャする場合はスキル保有者がどの程度興奮したかどうかによってLPの増加量が変動する。自分との関係性は考慮されないので、家族や幼女、女性型の魔物であろうと、自分が興奮できれば効果がある。また、性的なものである必要はなく、膝枕・お姫様抱っこ・恋人繋ぎなどでも良い（興奮の度合いが落ちるのでLPの増加量は落ちる）。ただし同じ相手の場合、同じ行動を連続でしてもLPは増えず、ある程度インターバルを空ける必要がある。
大抵はイチャイチャした時点で即座にLPが増加するが、内容によっては（LP変換の特性なのか、ノルが興奮するのに時間がかかっているだけなのかは不明だが）数分間続けなければLPが増えないものもある。
食事をとる・達成感を満たす場合は、同じ行動を繰り返してもLPを増やせるが、回数を重ねるほど入手できるLPの量は少なくなる。食事の場合は、ゲテモノや珍味などが高く獲得でき、達成感の場合は困難だったものほど多くLPを増やせる。
派生スキルとして、10万リアを消費して1ポイントのLPを獲得するLP変換・金とアイテムや武器を生贄にレアリティや損傷具合に応じたLPを獲得できるLP変換・アイテムが存在する。
石弾
魔力を消費して掌で石が形成され、前方に発射する。ノルが創作で最初に手に入れたスキル。
作中でノル・ゲース・トガロが使用する。通常は20センチ程度で固定なので威力が低く、あまり使い物にならない魔法として扱われている。
ただし、ノルが持っている物は編集により10-100センチまでの任意の大きさに変更できるように改良している。また、魔法融合のスキルにより他の魔法と合わせた状態の石を放つことも可能。
鑑定眼
自分や他者の本名・年齢・種族・レベル・職業・保有スキルを視ることができる。
これがないと、付与や編集を行った際に効果の有無を確認できない。
無効化スキルとして隠蔽が存在しており、それを持っている場合は内容が全て???で表示され、一切確認できなくなってしまう。
派生スキルとして、物の名称やランク(SからC)、スキルを視ることができるアイテム鑑定眼が存在する。
またスキルだけではなく、鑑定本という鑑定を行うアイテムも存在する。
作中でノル・ノルの知り合いのダルお爺さん・ステイ将軍の部下の女性の1人が使用している。
異空間保存
異空間を作り出し、物を自由に出し入れできる。SからCのランクがありCの場合は大きな一部屋程度の容量だが時間劣化が遅くなる。Sは桁違いの収納量を誇り、時間劣化も一切起きない。
作中ではノルがCランクで使用する他、ノルの付与によって王都の服屋の店主とローラもこのスキルをCランクで手に入れている。
迷宮階層移動
ダンジョン内でのみ使用可能。行きたい階層を念じることで一度足を踏み入れた階層まで直通の穴を一定時間作り出せる。
穴は誰かが通ったか否かに関係無く一定時間で勝手に閉じ、穴が閉じた後は1時間のインターバルを空けなければ再使用することができない。また、出現した穴はスキル使用者以外も通ることができる。
解呪
呪い系スキルを消滅させることができるが、代償として呪いの強さに応じて使用者の寿命が削られる。
作中でルナが使用する他、亡きルナの母も同じスキルを持っており、解呪の使い過ぎによって寿命を迎えてしまった。
ルナが持つスキルはノルの編集により代償を所持金に変更しており、使用すると持っている硬貨などが消滅する。無一文の状態で使用するとどうなるかは描写が無いため不明。
十六の死印
マリアが生まれつき所持していた呪い。一定期間ごとに身体に激痛が走る。年齢を重ねるほど間隔が短く、痛みが重くなっていき、16歳でピークを迎え17歳の誕生日に確実に死に至る。
この呪いは昔、マリアの先祖が倒した魔術師によって付与されたもの。現実のウィルスのように潜伏期間の概念が存在し、呪いを付与された本人には何の影響も無いが、呪いの因子は子孫に受け継がれていき、子孫が生まれる際に一定の確率でその子供にスキルとして発現する。これによりたまたまマリアの代にスキルとして表面化した。
のちに代償を変更したルナの解呪によって、日付が変わる直前に無事に消滅した。
生物封印
物などに生物を生きたまま封印できる。封印されている物が破壊されることでその生物が出現する。
ホーネストに置かれていた平和の石に込められていたスキルで、ガイエン・ガーディアンが一体封印されていた。
ノルはガイエンが平和の石を壊された際の報復として用意したスキルではないかと考えている。
魔物召集
外部から少しずつ魔力を集め、一定量に到達するとそれを消費して魔物を周囲に呼び寄せる。
平和の石に込められていたスキルで、ホーネストで長年問題となっていた魔物の大行進の原因。

## 既刊一覧

### 小説
- 瀬戸メグル（著）・竹花ノート（イラスト）、講談社〈Kラノベブックス〉、既刊6巻（2020年12月2日現在）
  - 『俺だけ入れる隠しダンジョン 〜こっそり鍛えて世界最強〜』2017年8月2日第1刷発行（8月1日発売[42]）。ISBN 978-4-06-365038-9。
  - 『俺だけ入れる隠しダンジョン2 〜こっそり鍛えて世界最強〜』2017年11月29日第1刷発行（12月1日発売[43]）。ISBN 978-4-06-365046-4。
  - 『俺だけ入れる隠しダンジョン3 〜こっそり鍛えて世界最強〜』2018年4月27日第1刷発行（5月2日発売[44]）。ISBN 978-4-06-511910-5。
  - 『俺だけ入れる隠しダンジョン4 〜こっそり鍛えて世界最強〜』2019年1月7日第1刷発行（1月9日発売[45]）。ISBN 978-4-06-514688-0。
  - 『俺だけ入れる隠しダンジョン5 〜こっそり鍛えて世界最強〜』2020年2月27日第1刷発行（2月28日発売[46]）。ISBN 978-4-06-519269-6。
  - 『俺だけ入れる隠しダンジョン6 〜こっそり鍛えて世界最強〜』2020年11月30日第1刷発行（12月2日発売[47]）。ISBN 978-4-06-521767-2。

### 漫画
- 瀬戸メグル（原作）・竹花ノート（キャラクターデザイン）・樋野友行（作画） 『俺だけ入れる隠しダンジョン 〜こっそり鍛えて世界最強〜』 講談社〈シリウスKC〉、全12巻
  1. 2018年12月6日第1刷発行（同日発売[48]）、ISBN 978-4-06-513779-6
  2. 2019年5月9日第1刷発行（同日発売[49]）、ISBN 978-4-06-515277-5
  3. 2019年12月4日第1刷発行（同日発売[50]）、ISBN 978-4-06-516378-8
  4. 2020年5月8日第1刷発行（同日発売[51]）、ISBN 978-4-06-519276-4
  5. 2020年12月9日第1刷発行（同日発売[52]）、ISBN 978-4-06-520877-9
  6. 2021年2月9日第1刷発行（同日発売[53]）、ISBN 978-4-06-522060-3
  7. 2021年6月9日第1刷発行（同日発売[54]）、ISBN 978-4-06-523213-2
  8. 2021年12月9日第1刷発行（同日発売[55]）、ISBN 978-4-06-525977-1
  9. 2022年6月9日第1刷発行（同日発売[56]）、ISBN 978-4-06-528148-2
  10. 2022年12月8日発売[57]、ISBN 978-4-06-529867-1
  11. 2023年5月9日発売[58]、ISBN 978-4-06-531658-0
  12. 2024年4月9日発売[59]、ISBN 978-4-06-535029-4

## テレビアニメ
2020年5月にテレビアニメ化が発表され、2021年1月から3月まで毎日放送・TBS『アニメイズム』B2枠ほかにて放送された。アニメーション制作のオクルトノボルにとって、テレビアニメ初の単独元請作品となる。

### スタッフ
- 原作 - 瀬戸メグル[8]
- キャラクター原案 - 竹花ノート[8]
- 監督 - 大西健太[8]
- クリエイティブプロデューサー - 喜多幡徹[8]
- シリーズ構成・脚本 - 猪原健太[8]
- キャラクターデザイン・総作画監督 - 上武優也[8]
- メインアニメーター・プロップデザイン - 中尾高之[8]
- デザインワークス - 山本恭平、神谷美也子、竹上貴雄
- 美術監督 - 野村正信[8]
- 美術設定 - 天田俊貴[8]
- 色彩設計 - 齋藤友子[8]
- 撮影監督 - サイトウタカオ[8]
- 編集 - 丹彩子[8]
- 音響監督 - 森下広人[8]
- 音楽 - はらかなこ[8]
- 音楽プロデューサー - 酒井康平
- 音楽制作 - DMM music[8]
- チーフプロデューサー - 古川慎、日比政広
- プロデューサー - 澤田愛理、佐藤尚哉、黒須信彦、亀井博司
- アニメーションプロデューサー - 古口王仁
- アニメーション制作 - オクルトノボル[8]
- 製作 - 俺だけ入れる製作委員会[8]

### 主題歌
「ピラミッド大逆転」
スピラ・スピカによるオープニングテーマ。作詞は幹葉、作曲は寺西裕二、編曲はIf I。
「ネモフィラ」
コアラモード.によるエンディングテーマ。作詞・作曲・編曲は小幡康裕。

### 各話リスト
| 話数 | サブタイトル         | 絵コンテ          | 演出             | 作画監督 | 総作画監督                      | 初放送日      |
| ---- | -------------------- | ----------------- | ---------------- | --- | ------------------------------- | ------------- |
| #01  | 強烈スキルセット     | 大西健太          | 大西健太         | 上武優也 | -                               | 2021年 1月9日 |
| #02  | ギルドと受付嬢       | 沖田宮奈          | 薮内悠           | 小川一郎 櫻井拓郎 駄場功益 垣内彩子 竹上貴雄 中尾高之 山本恭平                                                 | 山本恭平 上武優也               | 1月16日       |
| #03  | ワケあり同級生       | 西森章            | 白石道太         | スタジオマスケット Ge huan                                                                                     | 上武優也 古川博之 相音光 宮暁秀 | 1月23日       |
| #04  | 穢れなき聖女         | 西本由紀夫        | 上坪亮樹         | 首藤武夫 陸田聡志                                                                                              | 上武優也 宮﨑里美               | 1月30日       |
| #05  | ハーレムの行く末     | 喜多幡徹          | 割田圭介         | 宮井加奈 飯飼一幸 安慶名結 及川博史 河島久美子 垣内彩子 松本淑恵                                               | 上武優也                        | 2月6日        |
| #06  | チューリップライオン | 西森章            | 薮内悠           | StudioEverGreen 無錫花猫動画                                                                                   | 宮﨑里美                        | 2月13日       |
| #07  | 受付嬢ランキング     | 岡村正弘          | 岡村正弘         | 齋藤大輔 櫻井拓郎 飯飼一幸 佐々木こうじ 垣内彩子                                                               | 上武優也                        | 2月20日       |
| #08  | 幼女のお願い         | 吉川博明          | 佐々木達也       | 西田美弥子 Chunyao Gai Zoulei Wang jiahan GeHuan Jiang yong Li Dong Yi Long Gen Shi Geng Xin                   | 上武優也                        | 2月27日       |
| #09  | 夜会へゴー           | 西森章            | 割田圭介         | 齋藤大輔 山本恭平 駄場功益 はっとりますみ 粟井重紀 ラッドプラス StudioEverGreen                                | 上武優也 宮﨑里美               | 3月6日        |
| #10  | 温泉へ行こう         | 一居一平          | まつもとよしひさ | 坪田慎太郎 大森理恵 柄谷綾子 服部一郎 吉田翔太 岩崎亮 吉田和香子 小川浩司 蒼井鷹啓 へばらぎ セブンシーズ 4tune | 上武優也                        | 3月13日       |
| #11  | ノルの決意           | 佐野隆史          | 越久昇           | 谷川政輝 櫻井拓郎 飯飼一幸 北條直明 園田大勢 中尾高之 StudioEverGreen                                          | 上武優也                        | 3月20日       |
| #12  | 負けられない戦い     | 吉川博明 大西健太 | 大西健太         | 岡崎耕太郎 臼田美夫 駄場功益 齋藤大輔 ウクレレ善似郎 磯渕祐輔 大西睦美 川村敏江 中尾高之 StudioEverGreen       | 上武優也                        | 3月27日       |

### 放送局
| 放送期間                                  | 放送時間                     | 放送局    | 対象地域   | 備考                                 |
| ----------------------------------------- | ---------------------------- | --------- | ---------- | ------------------------------------ |
| 2021年1月9日 - 3月27日                    | 土曜 2:25 - 2:55（金曜深夜） | 毎日放送  | 近畿広域圏 | 製作参加 / 字幕放送                  |
|                                           |                              | TBSテレビ | 関東広域圏 | 字幕放送                             |
|                                           | 土曜 3:00 - 3:30（金曜深夜） | BS-TBS    | 日本全域   | BS/BS4K放送                          |
| 2021年1月10日 - 3月28日                   | 日曜 22:30 - 23:00           | AT-X      | 日本全域   | CS放送 / 字幕放送 / リピート放送あり |
| TBS系列の放送局では『アニメイズム』B2枠。 |                              |           |            |                                      |

| 配信開始日    | 配信時間                     | 配信サイト |
| ------------- | ---------------------------- | --- |
| 2021年1月9日  | 土曜 3:00 - 3:30（金曜深夜） | ABEMA |
| 2021年1月13日 | 水曜 3:00（火曜深夜） 更新   | dアニメストア Amazonプライム・ビデオ dTV ニコニコチャンネル バンダイチャンネル FOD ひかりTV TVer MBS動画イズム ビデオマーケット GYAO! GYAO!ストア music.jp クランクイン！ビデオ ムービーフルplus |
|               | 水曜 10:00 更新              | DMM.com |
|               | 水曜 12:00 更新              | HAPPY!動画 |
|               | 水曜 19:00 更新              | TSUTAYA TV |
|               | 水曜 23:00 - 23:30           | ニコニコ生放送 |
| 2021年1月15日 | 金曜 0:00（木曜深夜） 更新   | TELASA J:COMオンデマンド auスマートパスプレミアム milplus |

| 毎日放送・TBS アニメイズム B2        | 毎日放送・TBS アニメイズム B2 | 毎日放送・TBS アニメイズム B2 |
| 前番組                               | 番組名                        | 次番組                        |
| ------------------------------------ | ----------------------------- | ----------------------------- |
| ハイキュー!! TO THE TOP（第2クール） | 俺だけ入れる隠しダンジョン    | ましろのおと                  |

### BD
| 巻 | 発売日        | 収録話         | 規格品番  |
| -- | ------------- | -------------- | --------- |
| 1  | 2021年4月28日 | 第1話 - 第4話  | DMPXA-173 |
| 2  | 2021年5月26日 | 第5話 - 第8話  | DMPXA-174 |
| 3  | 2021年6月30日 | 第9話 - 第12話 | DMPXA-175 |

### Webアニメ
2021年1月9日より、毎話放送後の土曜日にミニアニメ『ドキドキ!ミニミニ!隠しダンジョン劇場』がDMM picturesのYouTubeチャンネルで配信される。本編のキャラクターがSDキャラクターとなって登場する。

#### スタッフ（Webアニメ）
- 原作：瀬戸メグル
- キャラクター原案：竹花ノート
- 監督・脚本：山本雄三（キャラクション）
- キャラクターデザイン・原画：Mille*Mille Works.
- 美術監督：山田美伸
- アニメーション制作：オクルトノボル

#### 各話リスト（Webアニメ）
| 話数 | タイトル               | 配信日        |
| ---- | ---------------------- | ------------- |
| #01  | オリヴィアの教え       | 2021年 1月9日 |
| #02  | ローラのスペシャル特典 | 1月16日       |
| #03  | エルナ先生のグリグリ   | 1月23日       |
| #04  | アリスのお仕事         | 1月23日       |
| #05  | マリアとアマネの恩返し | 2月6日        |
| #06  | 虎丸のチューリップ     | 2月13日       |
| #07  | オリヴィアの試練       | 2月20日       |
| #08  | ドリちゃんの宝箱       | 2月27日       |
| #09  | レイラの特訓           | 3月6日        |
| #10  | ルナの貯金             | 3月13日       |
| #11  | 美少女おにぎり         | 3月20日       |
| #12  | オリヴィアの野望       | 3月27日       |

### Webラジオ
ノル役の逢坂良太、エマ役の富田美憂、ローラ役の大久保瑠美によるWebラジオ『俺だけ聴けるラジオダンジョン』が、2021年1月14日から4月1日まで音泉にて毎週木曜に配信。全12回。

#### ゲスト
- 第4回（2月4日） - 長野佑紀
- 第5回（2月11日） - コアラモード
- 第6回（2月18日） - 鬼頭明里
- 第12回（4月1日） - 堀江由衣